# Polistepipona graciliventris
Polistepipona graciliventris är en stekelart som först beskrevs av Giordani Soika 1950.  Polistepipona graciliventris ingår i släktet Polistepipona och familjen Eumenidae. Utöver nominatformen finns också underarten P. g. octomaculata.